# Chip Taylor
Chip Taylor, född som James Wesley Voight den 21 mars 1940 i Yonkers i New York, är en amerikansk musiker främst känd för att ha skrivit låtarna Wild Thing och Any way that you want me som 1966 blev hits för den brittiska gruppen The Troggs och Angel of the Morning som blev en hit för Merrilee Rush 1968.
Han är bror till skådespelaren Jon Voight och geologen Barry Voight och farbror till skådespelerskan Angelina Jolie och skådespelaren James Haven. Taylor gick på ärkebiskopen Stepinac High School i White Plains, New York.
År 1961 gick Taylor på Hartford University i Hartford i Connecticut i ett år.
Efter ett misslyckat försök att bli en professionell golfare kom Taylor in i musikbranschen, skrev pop- och rocklåtar, både ensam och med andra låtskrivare, inklusive Al Gorgoni (som duo Just Us), Billy Vera, Ted Daryll och Jerry Ragovoy.